# 小行星22080
小行星22080（22080 Emilevasseur）是一颗绕太阳运转的小行星，为主小行星带小行星。该小行星于2000年1月4日发现。

## 轨道参数
小行星22080的轨道半长轴为2.3419999 UA，离心率为0.077。